# 1. FC Slovácko
Fotbalový klub 1. FC Slovácko – czeski klub piłkarski z siedzibą w Uherskim Hradišciu, występujący w czeskiej ekstraklasie.
Klub powstał w 2000 roku. Od roku 2003 gra na nowym stadionie (Městský fotbalový stadion) mogącym pomieścić 8121 osób.
W sezonie 2004/05 klub grał w finale Pucharu Czech, w którym uległ zespołowi Baník Ostrawa 1:2.
Z kolei w sezonie 2008/2009 zajął 10. miejsce w rozgrywkach 2.ligi. Jednak wykupił licencję od Zenitu Čáslav, który zajął premiowane 2. miejsce i od sezonu 2009/2010 zespół z Uherskego Hradišcia występuje w ekstraklasie.
17 maja 2016 roku nowym trenerem klubu został Stanislav Levý, zastępując Svatopluka Habanca.
W sezonie 2021/22 klub zdobył Puchar Czech, pokonując w finale Spartę Praga 3:1.

## Historyczne nazwy
- 1927: SK Staré Město
- 1948: Jiskra Staré Město
- 1968: TJ Jiskra Staré Město
- 1993: SFK Staré Město
- 1994: FC Synot Staré Město
- 1999: FC Synot
- 2000: 1. FC Synot (powstały po połączeniu klubów: FC Synot oraz FC Slovácká Slavia Uherské Hradiště)
- 2004: 1. FC Slovácko

## Europejskie puchary
Legenda do wszystkich tabel:
- Q – runda eliminacyjna, 1/16, 1/8, 1/4, 1/2 – odpowiednia faza rozgrywek, Grupa – runda grupowa, 1r gr – pierwsza runda grupowa, 2r gr – druga runda grupowa, F – finał, R – runda, PO – play-off
- k. – rzuty karne, los. – losowanie, Dogr. – dogrywka, w. – zasada bramek strzelonych na wyjeździe

| Sezon   | Rozgrywki               | Runda   | Przeciwnik              | Dom | Wyjazd | Ogólnie     |
| ------- | ----------------------- | ------- | ----------------------- | --- | ------ | ----------- |
| 2001    | Puchar Intertoto        | 2R      | Universitatea Krajowa   | 3–2 | 2–2    | 5–4         |
| 2001    | Puchar Intertoto        | 3R      | Stade Rennais           | 2–4 | 0–5    | 2–9         |
| 2002    | Puchar Intertoto        | 1R      | Constructorul Cioburciu | 4–0 | 0–0    | 4–0         |
| 2002    | Puchar Intertoto        | 2R      | Helsingborgs IF         | 4–0 | 0–2    | 4–2         |
| 2002    | Puchar Intertoto        | 3R      | FC Sochaux-Montbéliard  | 0–3 | 0–0    | 0–3         |
| 2003    | Puchar Intertoto        | 2R      | OFK Beograd             | 1–0 | 3–3    | 4–3         |
| 2003    | Puchar Intertoto        | 3R      | VfL Wolfsburg           | 0–1 | 0–2    | 0–3         |
| 2021/22 | Liga Konferencji Europy | 2Q      | Łokomotiw Płowdiw       | 1–0 | 0–1    | 1–1, k: 2–3 |
| 2022/23 | Liga Europy             | 3Q      | Fenerbahçe              | 1–1 | 0–3    | 1–4         |
| 2022/23 | Liga Konferencji Europy | PO      | AIK                     | 3–0 | 1–0    | 4–0         |
| 2022/23 | Liga Konferencji Europy | Grupa D | Partizan                | 3–3 | 1–1    | 4. miejsce  |
| 2022/23 | Liga Konferencji Europy | Grupa D | 1. FC Köln              | 0–1 | 2–4    | 4. miejsce  |
| 2022/23 | Liga Konferencji Europy | Grupa D | OGC Nice                | 0–1 | 2–1    | 4. miejsce  |

## Skład na sezon 2017/2018
| Nr | Poz. | Piłkarz                        |
| -- | ---- | ------------------------------ |
| 2  | PO   | Dominik Janošek                |
| 5  | PO   | Welicze Szumulikoski (kapitan) |
| 6  | OB   | Stanislav Hofmann              |
| 7  | PO   | Tomáš Vasiljev                 |
| 8  | PO   | David Machalík                 |
| 9  | PO   | Jakub Rezek                    |
| 10 | PO   | Jan Navrátil                   |
| 11 | NA   | Irakli Sicharulidze            |
| 13 | PO   | Patrik Hellebrand              |
| 14 | OB   | Josef Divíšek                  |
| 16 | OB   | Patrik Simko                   |
| 17 | NA   | Tomáš Zajíc                    |

| Nr | Poz. | Piłkarz           |
| -- | ---- | ----------------- |
| 18 | PO   | Lukáš Sadílek     |
| 20 | OB   | Marek Havlík      |
| 21 | NA   | Filip Kubala      |
| 22 | NA   | Jakub Petr        |
| 23 | OB   | Petr Reinberk     |
| 24 | PO   | Jan Juroška       |
| 25 | BR   | Michal Danek      |
| 26 | OB   | Jiří Krejčí       |
| 27 | OB   | Tomáš Břečka      |
| 28 | PO   | Vlastimil Daníček |
| 29 | BR   | Milan Heča        |